# Trần Ngọc Quang
Trần Ngọc Quang (sinh năm 1958) là thẩm phán cao cấp người Việt Nam. Ông từng là Chánh án Tòa án nhân dân tỉnh Tiền Giang (2010-2018). Ông là đảng viên của Đảng Cộng sản Việt Nam.

## Tiểu sử
Trần Ngọc Quang sinh năm 1958, quê quán tại xã Vĩnh Bình, huyện Gò Công Tây, tỉnh Tiền Giang.
Ông có bằng Cử nhân Luật.
Năm 2009, Trần Ngọc Quang là Phó Chánh án Tòa án nhân dân tỉnh Tiền Giang.
Từ năm 2010 đến năm 2018, Trần Ngọc Quang là Tỉnh ủy viên tỉnh Tiền Giang, Chánh án Tòa án nhân dân tỉnh Tiền Giang.
Ngày 21 tháng 8 năm 2018, Trần Ngọc Quang được trao quyết định nghỉ hưu theo chế độ nhà nước Việt Nam kể từ ngày 1 tháng 9 năm 2018, thay thế ông là Phó Chánh án Huỳnh Xuân Long sinh năm 1972.